# شيخ احمد (غربي أردبيل)
شیخ احمد (بالفارسية: شیخ‌احمد) هي قرية تقع في إيران في أردبيل. يقدر عدد سكانها بـ 731 نسمة .